# Далмат (Долгополов)
Далмат Долгополов (в миру Дмитро; 1831, село Горки, Коротояцький повіт, Воронезька губернія, нині — Білгородська область, Росія — 23 грудня 1883) — московитський релігійний діяч в Україні. Єпископ Відомства православного сповідання Російської імперії, титулярний єпископ Новомиргородський, вікарій Херсонської єпархії. Також викладач Полтавської духовної семінарії, ректор Катеринославської духовної семінарії (тепер місто Дніпро).

## Біографія
Народився 1831 в селі Горки Коротояцького повіту, Воронезької губернії в сім'ї священика-московита. 1847 вступив до Воронезької духовної семінарії. 27 листопада 1854 року, після закінчення семінарії, висвячений на священика.
1855, овдовівши, переїхав до України, де вступив до Київської духовної академії. 1858 пострижений в чернецтво. 8 жовтня 1859 закінчив курс академії зі ступенем кандидата богослов'я.
20 травня 1860 призначений учителем Полтавської семінарії, а 13 вересня — помічником інспектора.
З 30 січня 1865 року — інспектор Катеринославської семінарії; 30 квітня того ж року призначений соборним ієромонахом.
1867 6 березня призначений ректором Катеринославської духовної семінарії.
12 березня 1883 призначений і 10 квітня хіротонізований на єпископа Новомиргородського, вікарія Херсонської єпархії.
Мав порок серця, від якого і помер 23 грудня 1883, пробувши єпископом 8½ місяців, не встигнувши нічим запам'ятатися. Ним надруковано декілька проповідей в «Херсонських єпархіальних відомостях».